# Sud Cinti
Sud Cinti is een provincie in het departement Chuquisaca in Bolivia. De provincie heeft een oppervlakte van 5484 km² en heeft 25.207 inwoners (2012). De hoofdstad is Camataqui
Sud Cinti is verdeeld in drie gemeenten:
- Villa Abecia
- Culpina
- Las Carreras

Belisario Boeto · 
Hernando Siles · 
Jaime Zudáñez · 
Juana Azurduy de Padilla · 
Luis Calvo · 
Nor Cinti · 
Oropeza · 
Sud Cinti · 
Tomina · 
Yamparáez